# Arrowhead Springs
Arrowhead Springs è un census-designated place degli Stati Uniti d'America, situato nella Contea di Sweetwater nello stato del Wyoming. Nel censimento del 2000 la popolazione era di 68 abitanti.

## Geografia fisica
Secondo i rilevamenti dell'United States Census Bureau, la località di Arrowhead Springs si estende su una superficie di 3,1 km², tutti occupati da terre.

## Popolazione
Secondo il censimento del 2000, ad Arrowhead Springs vivevano 68 persone, ed erano presenti 17 gruppi familiari. La densità di popolazione era di 21,6 ab./km². Nel territorio comunale si trovavano 21 unità edificate. Per quanto riguarda la composizione etnica degli abitanti, il 92,65% era bianco, il 5,88% proveniva dall'Asia e l'1,47% apparteneva a due o più razze.
Per quanto riguarda la suddivisione della popolazione in fasce d'età, il 33,8% era al di sotto dei 18, il 2,9% fra i 18 e i 24, il 27,9% fra i 25 e i 44, il 33,8% fra i 45 e i 64, mentre infine l'1,5% era al di sopra dei 65 anni di età. L'età media della popolazione era di 36 anni. Per ogni 100 donne residenti vivevano 112,5 uomini.